# Rạch Cátbrug
De Rạch Cátbrug (Vietnamees:Cầu Rạch Cát) is een boogbrug over de rivier Đồng Nai in Vietnam. De brug ligt even ten zuiden van de stad Biên Hòa en verbindt deze stad met Hiệp Hoà op het eiland Phố.
Bijzonder aan deze brug is, is dat deze smal is, en dat deze gebruikt wordt voor zowel het autoverkeer als de trein, die ter plaatse over de weg rijdt. De spoorlijn die over deze brug gaat, is een onderdeel van de Noord-zuid spoorweg, die Station Hanoi met Station Sài Gòn met elkaar verbinden.